# Luton
Luton ([lʊːtən]) este o autoritate unitară și un oraș în regiunea East of England, situat la 50 km nord vest de Londra. Conform recensământului din 2011 orașul Luton are 203.201 lucuitori și o densitate de 4.696 persoane pe kilometrul pătrat. Britanicii albi mai reprezintă doar 44,55% din populație, populațiile din subcontinentul Indian reprezentând aproximativ 26,5 % din populație, urmați de negri cu 9,8 % din populație. Din punct de vedere religios 47,38 % sunt creștini și 24,60 % musulmani.
Easyjet și Vauxhall Motors sunt firme ce au sediul central în Luton.
Aeroportul Luton, al patrulea aeroport (după număr pasageri) din cele șase  ce deservesc Londra, se află în sud-vestul orașului.
Există o comunitate românească ce a crescut mai ales în ultimii ani.